# Pseudagrion symoensii
Pseudagrion symoensii là một loài chuồn chuồn kim trong họ Coenagrionidae.
Loài này được xếp vào nhóm loài sắp bị đe dọa trong sách Đỏ của IUCN năm 2008.
Pseudagrion symoensii được Pinhey miêu tả khoa học năm 1967.